# 町田市議会
町田市議会（まちだしぎかい）は、東京都町田市に設置されている地方議会である。

## 概要
- 定数：36人
- 任期：4年（2022年3月9日 - 2026年3月8日）
- 選挙区：市全体を1選挙区とする大選挙区制（単記非移譲式）
- 議長：木目田英男（選ばれる町田をつくる会）
- 副議長：奥栄一（公明党）

## 施設
市議会は町田市役所の3階（本会議場・議会事務局）と4階（傍聴席）にある。

## 運営

### 会期
町田市議会の定例会は、毎年3月、6月、9月及び12月に招集される。その他にも必要に応じて臨時会が開催される。

### 議会改革
町田市議会は議会改革の一環として本会議及び委員会でのインターネット中継の実施、本会議での電子表決ボタンの導入、親子傍聴席の設置などを行なっている。2024年2月の第1回定例会よりインターネット中継における字幕配信等を開始した。

## 会派
| 会派                   | 議員数 | 所属議員 （◎は代表） | 所属委員会         | 所属党派                 | 当選回数 | 女性議員数 | 女性議員の比率(％) |
| ---------------------- | ------ | -------------------- | ------------------ | ------------------------ | -------- | ---------- | ------------------ |
| まちだ市民クラブ       | 7      | ◎戸塚正人            | 文教社会常任委員会 | 無所属                   | 5回      | 1          | 14.28              |
| まちだ市民クラブ       | 7      | 渡辺智士             | 文教社会常任委員会 | 立憲民主党               | 1回      | 1          | 14.28              |
| まちだ市民クラブ       | 7      | 小野隆治             | 総務常任委員会     | 立憲民主党               | 1回      | 1          | 14.28              |
| まちだ市民クラブ       | 7      | 笹倉みどり           | 健康福祉常任委員会 | 町田・生活者ネットワーク | 1回      | 1          | 14.28              |
| まちだ市民クラブ       | 7      | 佐藤和彦             | 健康福祉常任委員会 | 無所属                   | 3回      | 1          | 14.28              |
| まちだ市民クラブ       | 7      | 森本誠也             | 建設常任委員会     | 無所属                   | 4回      | 1          | 14.28              |
| まちだ市民クラブ       | 7      | 今村路加             | 総務常任委員会     | 無所属                   | 5回      | 1          | 14.28              |
| 公明党                 | 5      | ◎園城由久            | 文教社会常任委員会 | 公明党                   | 2回      | 1          | 20                 |
| 公明党                 | 5      | 小野寺学             | 建設常任委員会     | 公明党                   | 1回      | 1          | 20                 |
| 公明党                 | 5      | 松葉祐巳             | 健康福祉常任委員会 | 公明党                   | 3回      | 1          | 20                 |
| 公明党                 | 5      | 山下哲也             | 総務常任委員会     | 公明党                   | 5回      | 1          | 20                 |
| 公明党                 | 5      | 奥栄一               | 文教社会常任委員会 | 公明党                   | 5回      | 1          | 20                 |
| 自由民主党             | 5      | ◎石川好忠            | 総務常任委員会     | 自由民主党               | 3回      | 0          | 0                  |
| 自由民主党             | 5      | 佐藤伸一郎           | 文教社会常任委員会 | 自由民主党               | 6回      | 0          | 0                  |
| 自由民主党             | 5      | 藤田学               | 健康福祉常任委員会 | 自由民主党               | 6回      | 0          | 0                  |
| 自由民主党             | 5      | 加藤真彦             | 建設常任委員会     | 自由民主党               | 1回      | 0          | 0                  |
| 自由民主党             | 5      | 三遊亭らん丈         | 建設常任委員会     | 自由民主党               | 5回      | 0          | 0                  |
| 選ばれる町田をつくる会 | 4      | ◎若林章喜            | 文教社会常任委員会 | 自由民主党               | 6回      | 1          | 25                 |
| 選ばれる町田をつくる会 | 4      | 木目田英男           | 健康福祉常任委員会 | 自由民主党               | 3回      | 1          | 25                 |
| 選ばれる町田をつくる会 | 4      | 白川哲也             | 建設常任委員会     | 無所属                   | 4回      | 1          | 25                 |
| 選ばれる町田をつくる会 | 4      | 岩瀬和子             | 総務常任委員会     | 自由民主党               | 5回      | 1          | 25                 |
| 日本共産党             | 4      | ◎細野龍子            | 文教社会常任委員会 | 日本共産党               | 7回      | 3          | 75                 |
| 日本共産党             | 4      | 田中美穂             | 健康福祉常任委員会 | 日本共産党               | 2回      | 3          | 75                 |
| 日本共産党             | 4      | 佐々木智子           | 文教社会常任委員会 | 日本共産党               | 6回      | 3          | 75                 |
| 日本共産党             | 4      | 殿村健一             | 建設常任委員会     | 日本共産党               | 9回      | 3          | 75                 |
| 無所属                 | 3      | ◎松岡みゆき          | 健康福祉常任委員会 | 無所属                   | 4回      | 1          | 33.33              |
| 無所属                 | 3      | 新井克尚             | 建設常任委員会     | 無所属                   | 6回      | 1          | 33.33              |
| 無所属                 | 3      | 吉田勉               | 総務常任委員会     | 無所属                   | 8回      | 1          | 33.33              |
| 諸派                   | 2      | 小関重太郎           | 建設常任委員会     | 日本維新の会             | 3回      | 1          | 50                 |
| 諸派                   | 2      | 矢口真由             | 総務常任委員会     | 日本維新の会             | 2回      | 1          | 50                 |
| 諸派                   | 1      | 熊沢礼里             | 健康福祉常任委員会 | 自由民主党               | 6回      | 1          | 100                |
| 諸派                   | 1      | 中川幸太郎           | 総務常任委員会     | 都民ファーストの会       | 1回      | 0          | 0                  |
| 諸派                   | 1      | 秋田史津香           | 文教社会常任委員会 | 無所属                   | 1回      | 1          | 100                |
| 計                     | 35     |                      |                    |                          |          | 10         | 30.3               |

(欠員3)（2025年5月20日現在）

## 委員会

### 議会運営委員会
議会運営委員会は、各会派の意見を調整する場として設けられ、各会派の議席数に応じて輩出された10人の委員によって、議会運営に関することを決定する委員会である。  

### 常任委員会
町田市議会は議案や請願・陳情をより詳しく審査するため常設の常任委員会を設置している。各常任委員会はそれぞれの所管事項についての議案や請願・陳情を審査・調査する。現在は、条例によって4つの常任委員会が設置されており、議員はいずれか１つの委員会に所属している。また委員の任期は2年である。
| 委員会名           | 定数 | 所轄事項 | 委員長     |
| ------------------ | ---- | --- | ---------- |
| 総務常任委員会     | 9人  | ①政策経営部の所管に関する事項 ②総務部の所管に関する事項 ③財務部の所管に関する事項 ④経済観光部の所管に関する事項 ⑤会計課の所管に関する事項 ⑥選挙管理委員会の所管に関する事項 ⑦監査委員の所管に関する事項 ⑧農業委員会の所管に関する事項 ⑨他の委員会に属さない事項 | 石川好忠   |
| 健康福祉常任委員会 | 9人  | ①地域福祉部の所管に関する事項 ②いきいき生活部の所管に関する事項 ③保健所の所管に関する事項 ④町田市民病院の所管に関する事項 | 松岡みゆき |
| 文教社会常任委員会 | 9人  | ①防災安全部の所管に関する事項 ②市民部の所管に関する事項 ③文化スポーツ振興部の所管に関する事項 ④子ども生活部の所管に関する事項 ⑤教育委員会の所管に関する事項 | 佐々木智子 |
| 建設常任委員会     | 9人  | ①環境資源部の所管に関する事項 ②道路部の所管に関する事項 ③都市づくり部の所管に関する事項 ④下水道部の所管に関する事項 | 森本誠也   |

### 特別委員会
特別委員会は、付議事件（市議会の議決によって定められた市政の特定の問題）について審査あるいは調査・研究するため、必要に応じて設置される委員会である。

## 議員報酬と諸手当
| 役職   | 報酬        | 期末手当         | 政務活動費 | 合計支給額        |
| ------ | ----------- | ---------------- | ---------- | ----------------- |
| 議長   | 月額 64万円 | 年間 376万3200円 | 月額 6万円 | 年間 1216万3200円 |
| 副議長 | 月額 58万円 | 年間 341万400円  | 月額 6万円 | 年間 1109万400円  |
| 議員   | 月額 55万円 | 年間 323万4000円 | 月額 6万円 | 年間 1055万4000円 |

## 主な出身者
- 樋口恵子
- 渋谷守生
- 星大輔
- 東友美